# Maurizio Viscidi
Maurizio Viscidi (Bassano del Grappa, 18 maggio 1962) è un allenatore di calcio italiano, coordinatore delle nazionali giovanili maschili della Federazione Italiana Giuoco Calcio.

## Biografia
Diplomato con lode all'ISEF di Padova con una tesi sulla Tattica nel calcio, nel 1997 ottiene la Licenza UEFA Pro, classificandosi 1º, con la tesi su I movimenti d'attacco nel sistema 4-3-3.
Il 19 gennaio 2019, in occasione della festa del patrono di Bassano del Grappa, riceve dal sindaco il "Premio San Bassiano" quale cittadino benemerito per meriti sportivi. Nel 2019 ha anche ricevuto il "Premio Maestrelli" per l'attività svolta con le nazionali giovanili. 
Nel dicembre 2024  in qualità di coordinatore tecnico delle nazionali giovanili ritira alla UEFA  il prestigioso premio Burlaz assegnato alla FIGC per i migliori risultati delle nazionali U17 e U19 delle ultime 2 stagioni sportive.
È autore di numerosi articoli e di alcuni libri sulla tattica calcistica.

## Carriera

Viscidi (in piedi, primo da destra) allenatore della formazione Giovanissimi del Padova campione d'Italia 1989-1990.

A 24 anni è tecnico nel settore giovanile al Padova, dove allena un promettente Alessandro Del Piero; alla guida della formazione Giovanissimi dei biancoscudati, nella stagione 1989-1990 vince il titolo italiano di categoria. Dal 1991 al 1994 passa al settore giovanile del Milan, guidando per un anno gli Allievi e per due anni la Primavera.
A 32 anni ha la sua prima panchina in una prima squadra, in Serie C1 a Casarano. Inizia esperienze in Serie C, Serie B, con Lodigiani, Pescara (esonerato), Viterbese (subentrato alla 28ª gara), Lucchese, Treviso (esonerato), Vicenza (esonerato e successivamente richiamato dopo 3 giornate), Modena (subentrato, esonerato). Colleziona 200 panchine in Serie C1, 78 in Serie B.
Nel 2010 entra nei ranghi della Federazione Italiana Giuoco Calcio, venendo nominato vicecoordinatore delle nazionali giovanili, nello staff di Arrigo Sacchi. Dall'Europeo 2012 al Mondiale 2014 fa parte dello staff del commissario tecnico Cesare Prandelli come assistente. Dall'estate 2016 è coordinatore tecnico delle nazionali giovanili maschili, e dal luglio 2019 è componente della sezione per lo sviluppo del calcio giovanile presso il settore tecnico federale.
È il responsabile di settore giovanile italiano con più titoli internazionali,  avendo ottenuto tre medaglie d'argento ai campionati europei U17 (2013-2018-2019) e una storica medaglia d'oro nel 2024, due medaglie d'argento ai campionati europei U19 (2016-2018) e una medaglia d'oro (2023). Con la nazionale U20 un terzo posto al mondiale 2017, un quarto posto al mondiale 2019 e secondo posto al mondiale 2023.
È inoltre stato docente alla scuola allenatori della Federcalcio di Coverciano.
Autore di numerosi articoli ed alcuni libri di tattica e didattica calcistica; è stato l'ideatore del parametro IPO (indice di pericolosità offensiva) attualmente utilizzato nelle squadre nazionali della Figc, da alcuni allenatori di serie A e B italiana. Nel mese di maggio 2021 ha ideato la "Matrice di Viscidi" presentandola con il video "La partita perfetta" in cui spiega come correlare su un piano cartesiano l'indice di pericolosità con il possesso palla. 
Il 5 maggio 2025 in occasione dell'evento "cronometro d'oro" organizzato dalla Figc con Aiac, ha presentato una personale formula per ricavare "la cilindrata del calciatore" che si ottiene moltiplicando la massa magra per l'altezza del giocatore e dividendo per il tempo al quadrato impiegato nei 30 metri.

## Statistiche
Statistiche aggiornate al 7 febbraio 2006.
| Stagione         | Squadra          | Campionato       | Campionato | Campionato | Campionato | Campionato | Coppe nazionali | Coppe nazionali | Coppe nazionali | Coppe nazionali | Coppe nazionali | Coppe continentali | Coppe continentali | Coppe continentali | Coppe continentali | Coppe continentali | Altre coppe | Altre coppe | Altre coppe | Altre coppe | Altre coppe | Totale | Totale | Totale | Totale | % Vittorie |
| Stagione         | Squadra          | Comp             | G          | V          | N          | P          | Comp            | G               | V               | N               | P               | Comp               | G                  | V                  | N                  | P                  | Comp        | G           | V           | N           | P           | G      | V      | N      | P      | %          |
| ---------------- | ---------------- | ---------------- | ---------- | ---------- | ---------- | ---------- | --------------- | --------------- | --------------- | --------------- | --------------- | ------------------ | ------------------ | ------------------ | ------------------ | ------------------ | ----------- | ----------- | ----------- | ----------- | ----------- | ------ | ------ | ------ | ------ | ---------- |
| 1994-1995        | Casarano         | C1               | 34+2       | 9+1        | 12         | 13+1       | CI-C            | 12              | 6               | 4               | 2               | -                  | -                  | -                  | -                  | -                  | -           | -           | -           | -           | -           | 48     | 16     | 16     | 16     | 33,33      |
| 1995-1996        | Lodigiani        | C1               | 34         | 9          | 16         | 9          | CI-C            | 6               | 3               | 1               | 2               | -                  | -                  | -                  | -                  | -                  | -           | -           | -           | -           | -           | 40     | 12     | 17     | 11     | 30,00      |
| 1996-1997        | Lodigiani        | C1               | 34         | 10         | 12         | 12         | CI-C            | 6               | 3               | 1               | 2               | -                  | -                  | -                  | -                  | -                  | -           | -           | -           | -           | -           | 40     | 13     | 13     | 14     | 32,50      |
| Totale Lodigiani | Totale Lodigiani | Totale Lodigiani | 68         | 19         | 28         | 21         |                 | 12              | 6               | 2               | 4               |                    | -                  | -                  | -                  | -                  |             | -           | -           | -           | -           | 80     | 25     | 30     | 25     | 31,25      |
| 1997-feb. 1998   | Pescara          | B                | 22         | 6          | 7          | 9          | CI              | 6               | 2               | 1               | 3               | -                  | -                  | -                  | -                  | -                  | -           | -           | -           | -           | -           | 28     | 8      | 8      | 12     | 28,57      |
| apr.-giu. 2000   | Viterbese        | C1               | 5+2        | 2          | 1          | 2+2        | CI-C            | -               | -               | -               | -               | -                  | -                  | -                  | -                  | -                  | -           | -           | -           | -           | -           | 7      | 2      | 1      | 4      | 28,57      |
| nov. 2000-2001   | Lucchese         | C1               | 25         | 9          | 10         | 6          | CI-C            | 3               | 0               | 1               | 2               | -                  | -                  | -                  | -                  | -                  | -           | -           | -           | -           | -           | 28     | 9      | 11     | 8      | 32,14      |
| 2001-mar. 2002   | Treviso          | C1               | 27         | 13         | 9          | 5          | CI+CI-C         | 3+4             | 1+2             | 1+1             | 1+1             | -                  | -                  | -                  | -                  | -                  | -           | -           | -           | -           | -           | 34     | 16     | 11     | 7      | 47,06      |
| 2003-2004        | Lucchese         | C1               | 34         | 14         | 10         | 10         | CI-C            | 4               | 1               | 1               | 2               | -                  | -                  | -                  | -                  | -                  | -           | -           | -           | -           | -           | 38     | 15     | 11     | 12     | 39,47      |
| Totale Lucchese  | Totale Lucchese  | Totale Lucchese  | 59         | 23         | 20         | 16         |                 | 4               | 1               | 1               | 2               |                    | -                  | -                  | -                  | -                  |             | -           | -           | -           | -           | 63     | 24     | 21     | 18     | 38,10      |
| 2004-2005        | Vicenza          | B                | 39+2       | 12         | 10         | 17+2       | CI              | 3               | 1               | 0               | 2               | -                  | -                  | -                  | -                  | -                  | -           | -           | -           | -           | -           | 44     | 13     | 10     | 21     | 29,55      |
| gen.-feb. 2006   | Modena           | B                | 3          | 0          | 0          | 3          | CI              | -               | -               | -               | -               | -                  | -                  | -                  | -                  | -                  | -           | -           | -           | -           | -           | 3      | 0      | 0      | 3      | &0,00      |
| Totale carriera  | Totale carriera  | Totale carriera  | 263        | 85         | 87         | 91         |                 | 47              | 19              | 11              | 17              |                    | -                  | -                  | -                  | -                  |             | -           | -           | -           | -           | 310    | 104    | 98     | 108    | 33,55      |

## Palmarès

### Competizioni giovanili
- Campionato Giovanissimi Nazionali: 1

Padova: 1989-1990